# Plectris densehirsuta
Plectris densehirsuta är en skalbaggsart som beskrevs av Frey 1967. Plectris densehirsuta ingår i släktet Plectris och familjen Melolonthidae. Inga underarter finns listade i Catalogue of Life.